# Restaurazione Shōwa

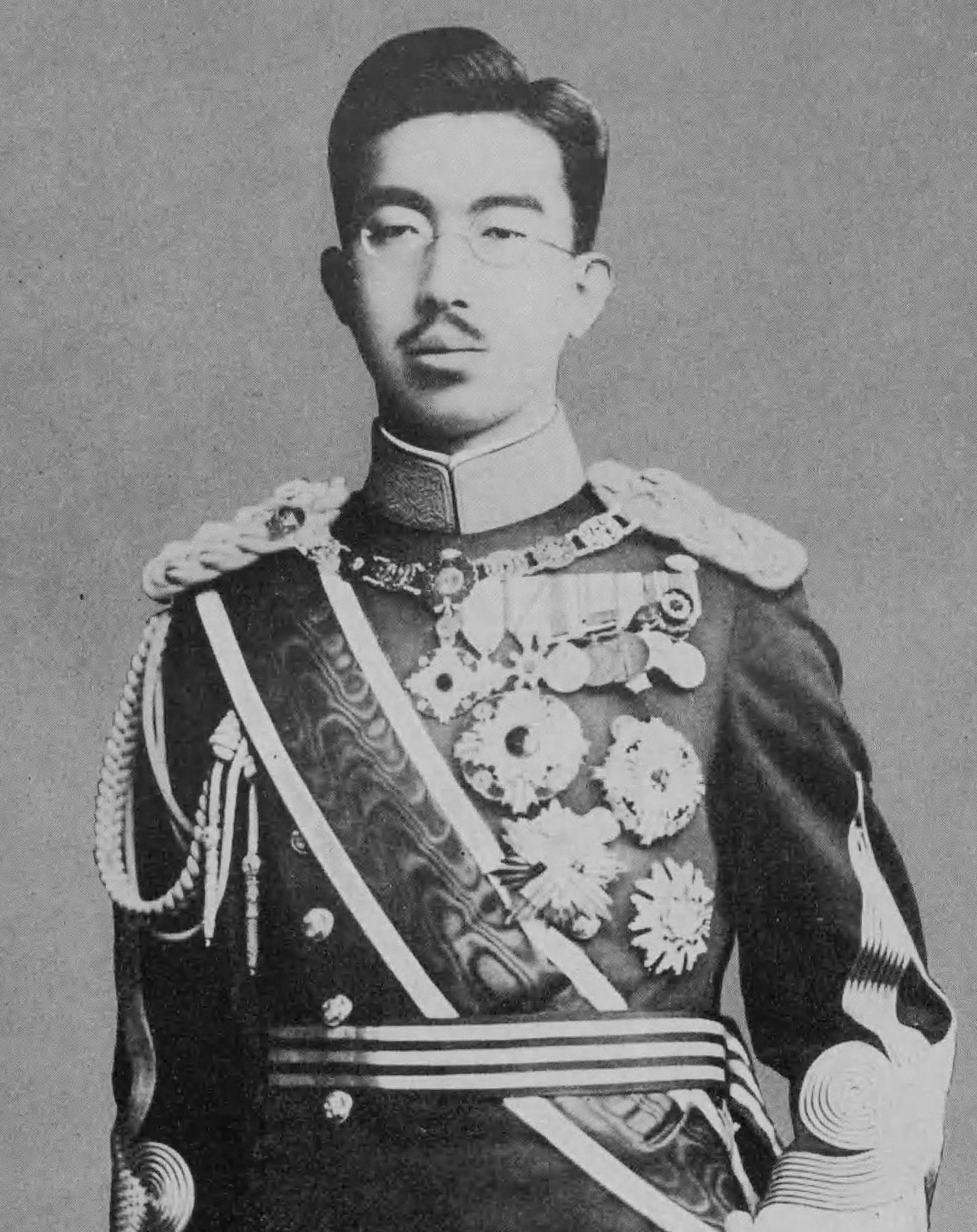
Hirohito, l'imperatore Shōwa

La restaurazione Shōwa (昭和維新 shōwaishin) fu promossa dall'autore giapponese Kita Ikki, con l'obiettivo di restaurare il potere per l'imperatore giapponese Hirohito, appena asceso al trono, e abolire la democrazia Taishō di stampo liberale.

## Storia
Gli intenti della "restaurazione Shōwa" erano simili alla restaurazione Meiji, poiché i gruppi che l'avevano in mente immaginavano un piccolo gruppo di persone qualificate che appoggiavano un imperatore forte. La Società dei fiori di ciliegio operava a tale scopo.
L'incidente del 26 febbraio fu un altro tentativo di imporre la restaurazione, ma fallì pesantemente perché gli organizzatori non furono in grado di ottenere il sostegno dell'imperatore. I principali cospiratori si arresero sperando che il loro processo sarebbe servito alla causa, tentativo che fu però frustrato facendo svolgere i processi a porte chiuse.
Sebbene tutti questi tentativi fallirono, essa fu una prima tappa nell'ascesa del militarismo giapponese.